# Kateminer Mühlenbach
Der Kateminer Mühlenbach (Alternativname Kateminer Bach) ist ein Nebenfluss der Elbe überwiegend im nordwestlichen Bereich der Samtgemeinde Elbtalaue im niedersächsischen Landkreis Lüchow-Dannenberg. Namensgeber ist der Ort der letzten Mühle vor der Einmündung in die Elbe, der Wassermühle Katemin, die erstmals 1330 erwähnt wurde. Im Tal existierten vier weitere Mühlen: die Tangsehler Wassermühle, die besichtigt werden kann, sowie die Mühlen in Moislingen, Darzau und Quarstedt.
Der etwa 12 km lange Bach im Einzugsgebiet der Elbe fließt auf dem Gebiet der Gemeinden Göhrde, Nahrendorf und Neu Darchau.
Die Quelle des Kateminer Mühlenbachs liegt beim Jagdschloss Göhrde, westlich der B 216. Er fließt von dort weitgehend in nördlicher Richtung durch Dübbekold, Nieperfitz, östlich von Pommoissel, durch Tangsehl, Moislingen, Darzau, Quarstedt und Neu Darchau.
Nördlich von Neu Darchau mündet der Kateminer Mühlenbach in die Elbe.